# Robert Thaller (Musiker)
Robert Thaller († 1982 in Linz) war ein  österreichischer Musiker, Kapellmeister, Komponist und Liedtexter.

## Leben und Wirken
Robert Thaller war Trompeter des Orchesters des Linzer Landestheaters. Er war Gründungsmitglied der Blaskapelle „Linzer Buam“ in der Zwischenkriegszeit. Nach deren Wiedergründung nach dem Zweiten Weltkrieg gründete er aufgrund von Differenzen mit der bisherigen Leitung der Kapelle eine eigene Linzer Buam-Formation. Diese wurde – nicht zuletzt aufgrund der dargebotenen Showeinlagen und der beliebten Sängerin und Jodlerin Annemarie Leitner – auch die gefragtere. Thaller trat mit seinen Linzer Buam auf Jahrmärkten im In- und Ausland auf und gastierte auch in den USA und bei Papst Johannes XXIII. Thaller blieb bis zu seinem Tod im Jahre 1982 Kapellmeister und Trompeter der Linzer Buam.
Er schuf Kompositionen und Arrangements für Blasmusik und schrieb selbst einige Liedtexte, z. B. zu Kompositionen von Werner Brüggemann.
Es wurden zahlreiche Platten der Linzer Buam unter seiner Leitung aufgenommen; zusätzlich leitete er auch die Egerländer Blasmusik. Die Familie Thaller führte außerdem einen Malereibetrieb in Linz. Seine Tochter ist die Kunsthistorikerin und Vizedirektorin des Lentos Kunstmuseum Linz Elisabeth Nowak-Thaller.